# Kysak
Kysak é um município da Eslováquia, situado no distrito de Košice-okolie, na região de Košice. Tem 10,92 km² de área e sua população em 2018 foi estimada em 1.486 habitantes.

## Demografia
| Ano:        | 1994 | 2004   | 2014   | 2024   |
| ----------- | ---- | ------ | ------ | ------ |
| Broj ljudi: | 1334 | 1395   | 1440   | 1418   |
| Razlika:    |      | +4,57% | +3,22% | -1,52% |

| Ano:               | 2023 | 2024   |
| ------------------ | ---- | ------ |
| Número de pessoas: | 1428 | 1418   |
| Diferença:         |      | -0,70% |